# Gyrus occipito-temporal
Le gyrus occipito-temporal (ou gyrus temporo-occipital) est un gyrus de la face inférieure du cortex cérébral.
À cheval sur les lobes temporal et occipital, il est composé dans sa partie antérieure temporale du gyrus fusiforme T4 et dans sa partie postérieure occipitale du lobule fusiforme O4.
Il jouxte le long de la scissure collatérale, le lobule lingual O5, et le long du sillon rhinal, le gyrus parahippocampique. Il est séparé vers la face latérale par le sillon occipito-temporal, du gyrus temporal inférieur T3.
|                                            |                                                                                     |
| Face inféro-interne de l'hémisphère droit. | Gyrus occipito-temporal de l'hémisphère gauche, nommé ici par Gray gyrus fusiforme. |
|                                            |                                                                                     |
| Face inférieure du cerveau.                |                                                                                     |